# Акармара (посёлок)
Акармара — бывший крупный центр добычи каменного угля, ныне — заброшенный поселок в Абхазии, в Ткуарчалском районе частично признанной Республики Абхазия, согласно административному делению Грузии — на территории Абхазской Автономной Республики.

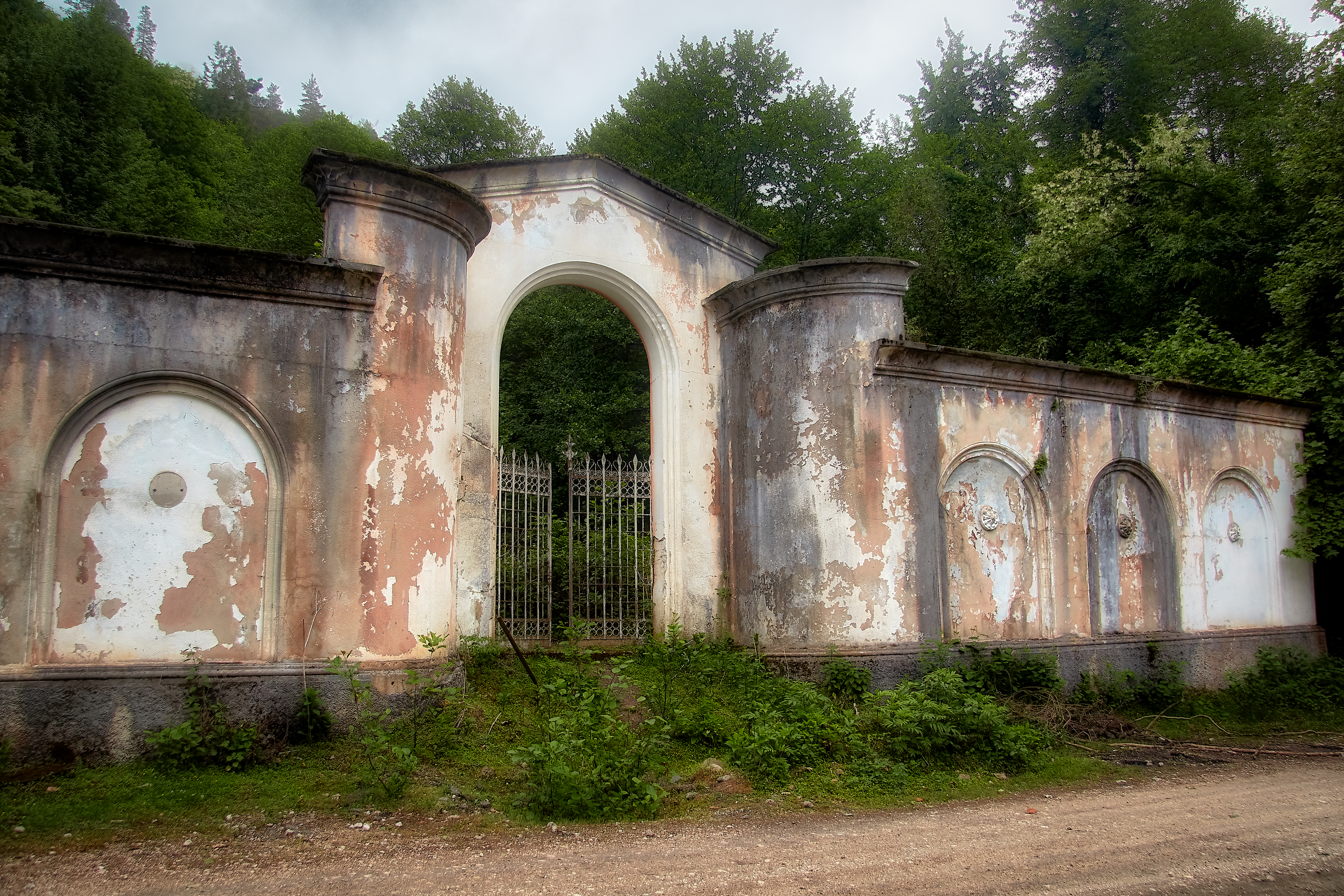

Был разрушен и обезлюдел в годы грузино-абхазской войны 1992—1993 гг. Долгие годы привлекал лишь сталкеров. С недавних пор стал местом организованного туристического «паломничества».

## История
Акармара образован в 1938 году как посёлок городского типа, в котором жили преимущественно шахтёры, работавшие на угольных месторождениях Ткварчельского района Грузинской ССР. В 1942 году Акармара был административно объединён с городом Ткварчели. Поселок был исключительно шахтерским (практически «закрытым»). Многие в Абхазии называли его «элитным». Для шахтеров и членов их семей там были созданы все необходимые условия. Отстроены жилые дома, больницы, школы, открыт дом культуры, кинотеатр, ресторан, гостиница, пансионат, организована центральная площадь, парки, аллеи.
Архитектура Акармары необычная для Кавказа и советской России. Возводили дома преимущественно немецкие военнопленные в годы Великой Отечественной войны 1941—1945 гг.
Во время войны в Абхазии большинство местных жителей покинуло поселок Акармара.
После распада СССР в Абхазии начались военные действия, продолжавшиеся с 1992 по 1993 год. Грузино-абхазский конфликт возник в результате отказа от подчинения грузинским властям. Осада Акармары продолжалась 413 дней, город обстреливала артиллерия.
В результате блокады местное население голодало, случались эпидемии, среди местных жителей было немало погибших. Многие из тех, кто бежал от войны, уже не вернулись на прежнее место обитания.
В ходе войны была уничтожена почти вся промышленная инфраструктура, многие сооружения были разрушены обстрелами, а дороги повреждены бомбами.
Со временем полуразрушенные дома в населенном пункте заросли субтропической растительностью. Акармара превратился в «город-призрак», привлекавший долгие годы лишь отчаянных сталкеров.
С 2019 года в Акармару стали организовывать экскурсионные туры.

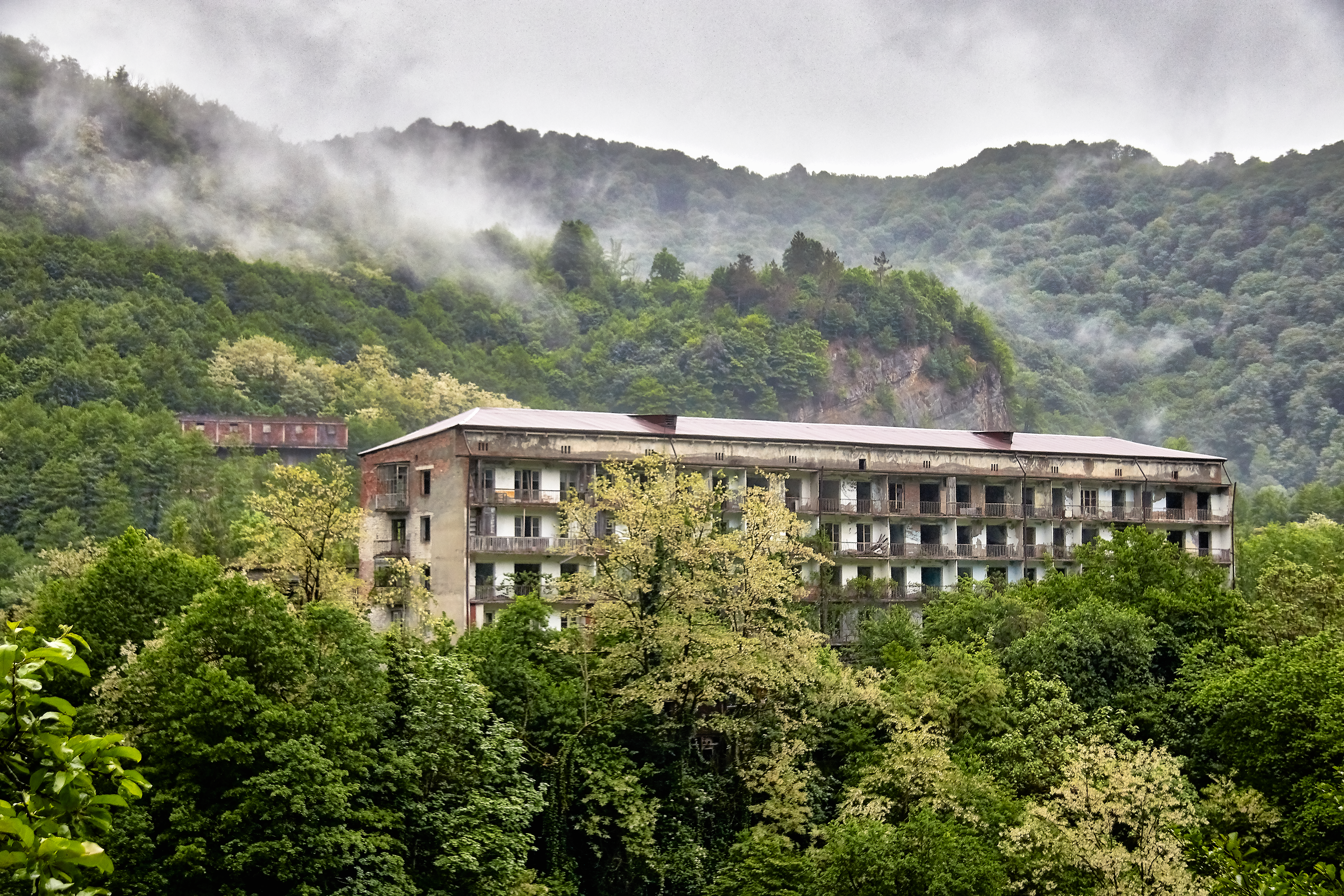

Также недалеко от Акармары присутствуют и другие города-призраки: Джантуха, Поляна и другие.

## Население
В конце 1980-х годов население посёлка составляло 5 тысяч человек, в основном шахтёры и их семьи. Благополучие посёлка, как и многих других, нарушил грузино-абхазский конфликт. Население, спасавшееся от военных действий, вынуждено было покинуть Акармару и осесть в более безопасных местах. В полуразрушенный посёлок после окончания войны значительная часть беженцев не вернулась.

## Промышленность
До войны 1992—1993 годов Акармара был значительным промышленным посёлком Абхазии. Промышленность была сосредоточена в основном на добыче угля. В Акармаре были радоновые ванны, в которых использовалась минеральная вода из источников Ткварчельской минеральной воды, расположенные на берегу реки Галидзги, в селе Соуквари, между населёнными пунктами Акармарой и Квезани. В советские времена источники были благоустроены, работал санаторий на 400 мест. После войны этот санаторий пришёл в упадок, рухнула крыша и всё заросло растениями.

## Застройка
Ныне покинутое Акармара было построено после окончания Великой Отечественной войны силами немецких пленных — архитекторов, строителей и других, отсюда и нетипичная «имперская» красота и выверенность его строений, так и получилось, что совершенно новый промышленный город, предназначенный для добычи и переработки угля, был непохожим на традиционные шахтёрские города Советского Союза. Дома в новом городе были выстроены в западноевропейском архитектурном стиле, близком строителям-немцам, и стали совершенно уникальны для этой местности. Акармара считалась одним из элитных районов близлежащего Ткуарчала, а очереди на квартиры здесь были длиной в несколько лет. Во время военных действий была уничтожена почти вся промышленная инфраструктура, множество домов были разрушены обстрелами, а дороги повреждены бомбами. Ранее в Акармару вела железнодорожная линия с уникальным, единственным в СССР железнодорожным мостом с изгибом, рельсы на мосту сняли, сам мост находится в критическом состоянии.